# 河内一朗
河内 一朗（かわち いちろう、1980年9月17日 - ）は日本のラジオパーソナリティ、スポーツ実況アナウンサー、司会者。

## 人物
- 大阪府堺市出身。堺市立浅香山中学校 - 初芝橋本高等学校 - 阪南大学卒業
- 趣味：音楽鑑賞/スポーツ鑑賞/落語/干支トーク/歴史探訪

## TV&ラジオ出演歴
- スカイパーフェクTV「Music Japan TV」リポーター(2005年4月〜2006年9月)
- FM802「Music Challenge」新人アーティスト発掘リポーター(2008年4月〜2009年3月)
- アパレルブランド「DIESEL」のサテライトスタジオで放送されていた「Diesel Pirates Radio」毎週日曜日担当(2007年10月〜2012年7月担当)
- Rakuten.FM TOHOKU 実況(2015年5月〜現在)
- 文春野球コラム 楽天イーグルス担当(2017年〜2023年)※2018年パ・リーグ最多勝
- 楽天イーグルス J-SPORTSリポーター(2020年〜2022年、2025年〜)
- THE LAST GAMEスタジアムDJ(2024年)
- 関西学生野球連盟スカパー!中継(2024年春季〜現在)
- PIST6 実況/MC(2025年2月〜現在)
- 阪神タイガース ウエスタンリーグ実況中継(2025年5月〜現在)